# پانسار تشکن
پانسار تشکن (خرم‌آباد)، روستایی از بخش تشکن شهرستان دوره چگنی شهرستان خرم‌آباد در استان لرستان ایران است.

## جمعیت
این روستا در دهستان تشکن قرار دارد و براساس سرشماری مرکز آمار ایران در سال ۱۳٩٥، جمعیت آن بیش از ٨٠٠ نفر است